# Rislav
Rislav (Cladonia furcata) är en lavart som beskrevs av Johann Heinrich Sandstede. I den svenska databasen Dyntaxa används istället namnet Cladonia subrangiformis. 
Rislav ingår i släktet Cladonia och familjen Cladoniaceae. Enligt den finländska rödlistan är arten starkt hotad i Finland. Arten är reproducerande i Sverige. Artens livsmiljö är kalkstensklippor och kalkbrott, inklusive bar kalkjord.

## Bildgalleri

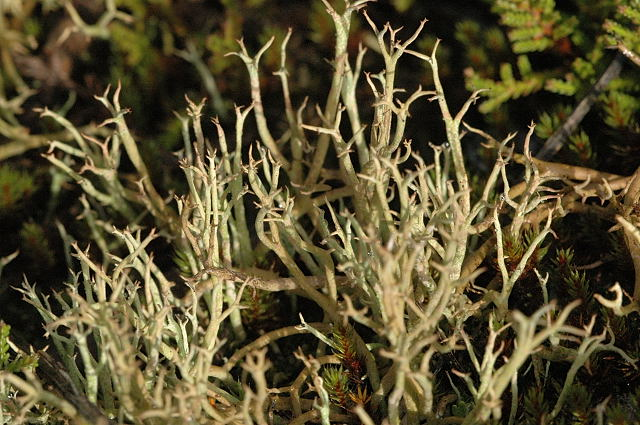
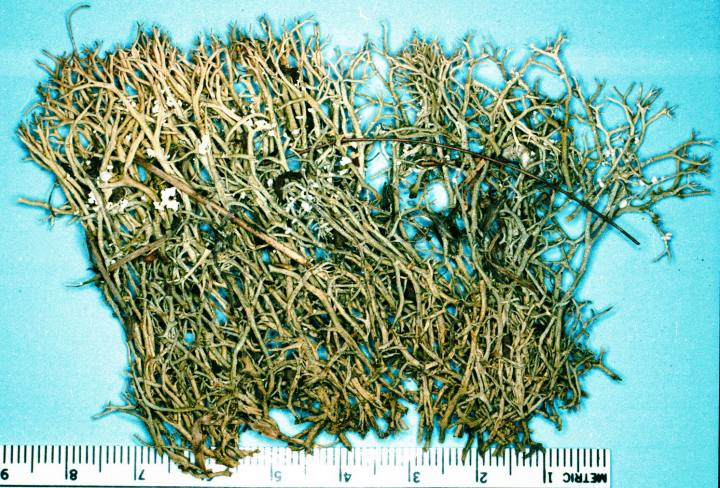
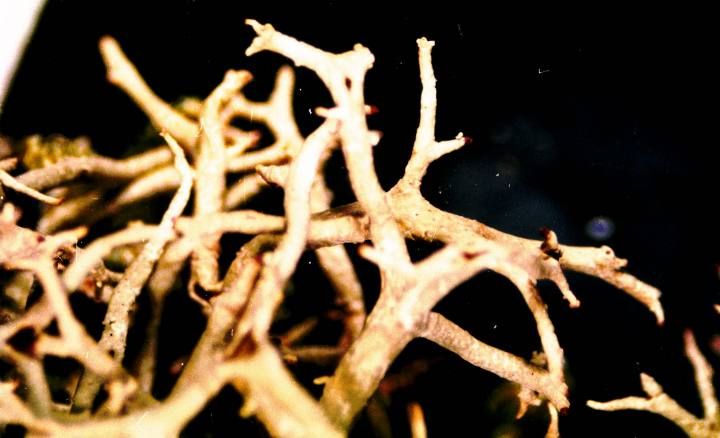
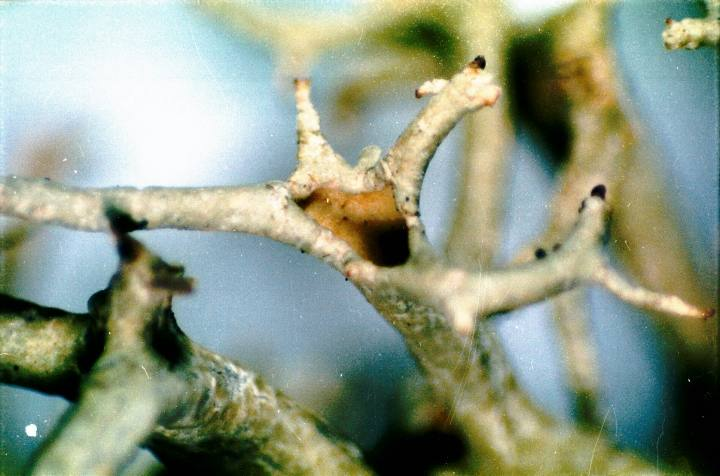
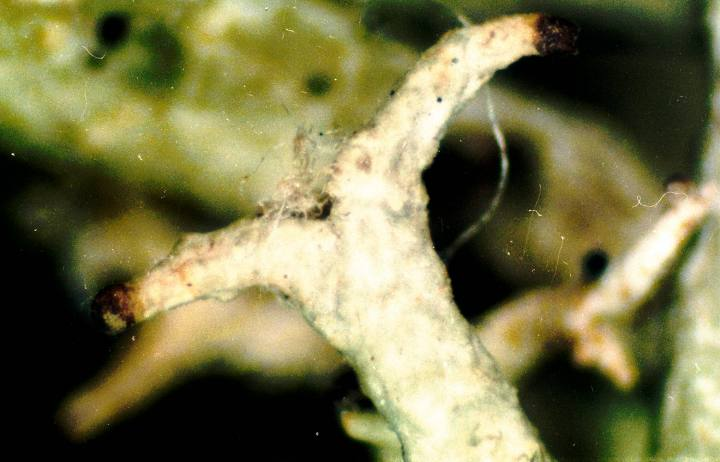
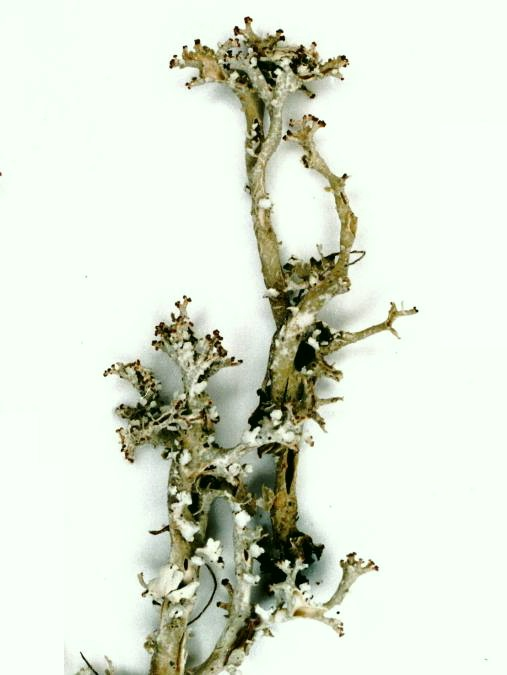